# کوجی کوندو (بازیکن فوتبال)
کوجی کوندو (به انگلیسی: Koji Kondo) بازیکن فوتبال اهل ژاپن و عضو تیم ملی فوتبال ژاپن است که در تاریخ ۲۲ مه ۱۹۹۴ میلادی اولین بازی ملی‌اش را انجام داد. او در ۲ بازی ملی حضور داشت و آخرین بازی ملی خود را در تاریخ ۲۹ مه ۱۹۹۴ میلادی انجام داد. کوجی کوندو در بازی‌های ملی‌اش
گلی به ثمر نرساند.